# 3096 dage
3096 dage (originaltitel: 3096 Days) er en engelsksproget tysk dramafilm fra 2013 instrueret af Sherry Hormann. Filmen er baseret på historien om Natascha Kampusch, en østrigsk kvinde, der som 10-årig blev kidnappet af Wolfgang Přiklopil og holdt fanget i otte år fra 1998 til 2006. Titlen til filmen er hentet fra Kampuschs selvbiografi fra 2010.
Filmen havde premiere i Tyskland den 28. februar 2013 og modtog generelt blandede anmeldelser.

## Medvirkende
- Antonia Campbell-Hughes - Natascha Kampusch
- Amelia Pidgeon - ung Natascha
- Trine Dyrholm - Brigitta Sirny
- Roeland Wiesnekker - Ludwig Koch
- Ellen Schwiers - Nataschas bedstemor
- Thure Lindhardt - Wolfgang Přiklopil
- Dearbhla Molloy - Waltraud Přiklopil
- Sebastian Weber - Ernst Holzapfel
- Erni Mangold - Přiklopils bedstemor
- Ulla Geiger - ældre kvinde
- Jaymes Butler - taxachauffør
- Arthur Streiling - harmonikaspiller
- Vlasto Peyitch - journalist
- Angelina Noa - russisk kvinde
- Michael A. Grimm - politibetjent
- Heike Koslowski - politibetjent